# オブロナ・ポトチュナ

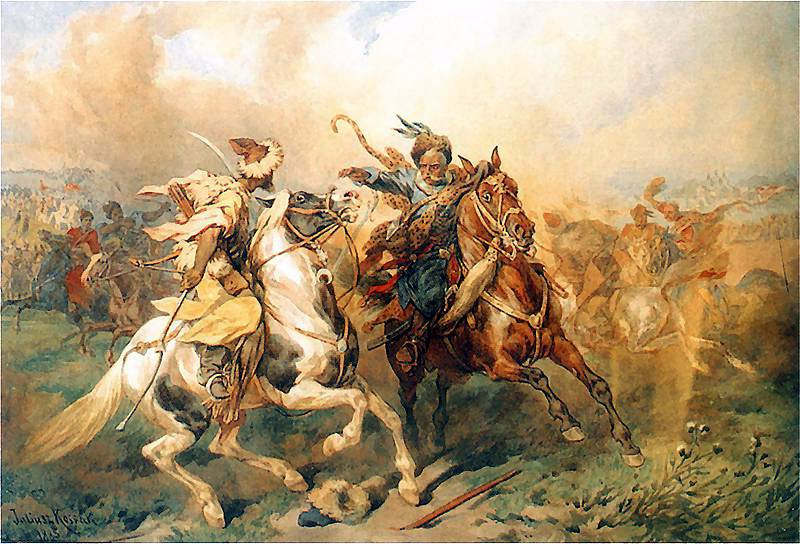
"タタールの踊り" (ユリウシュ・コッサク画)

オブロナ・ポトチュナ (ポーランド語: Obrona potoczna) は、15世紀から16世紀にかけて、ポーランド王国、ポーランド・リトアニア共和国で活躍した傭兵部隊。王国南部の国境地帯で、タタール、モルダヴィア、オスマン帝国、ワラキアの侵入を防いだ。

## 歴史

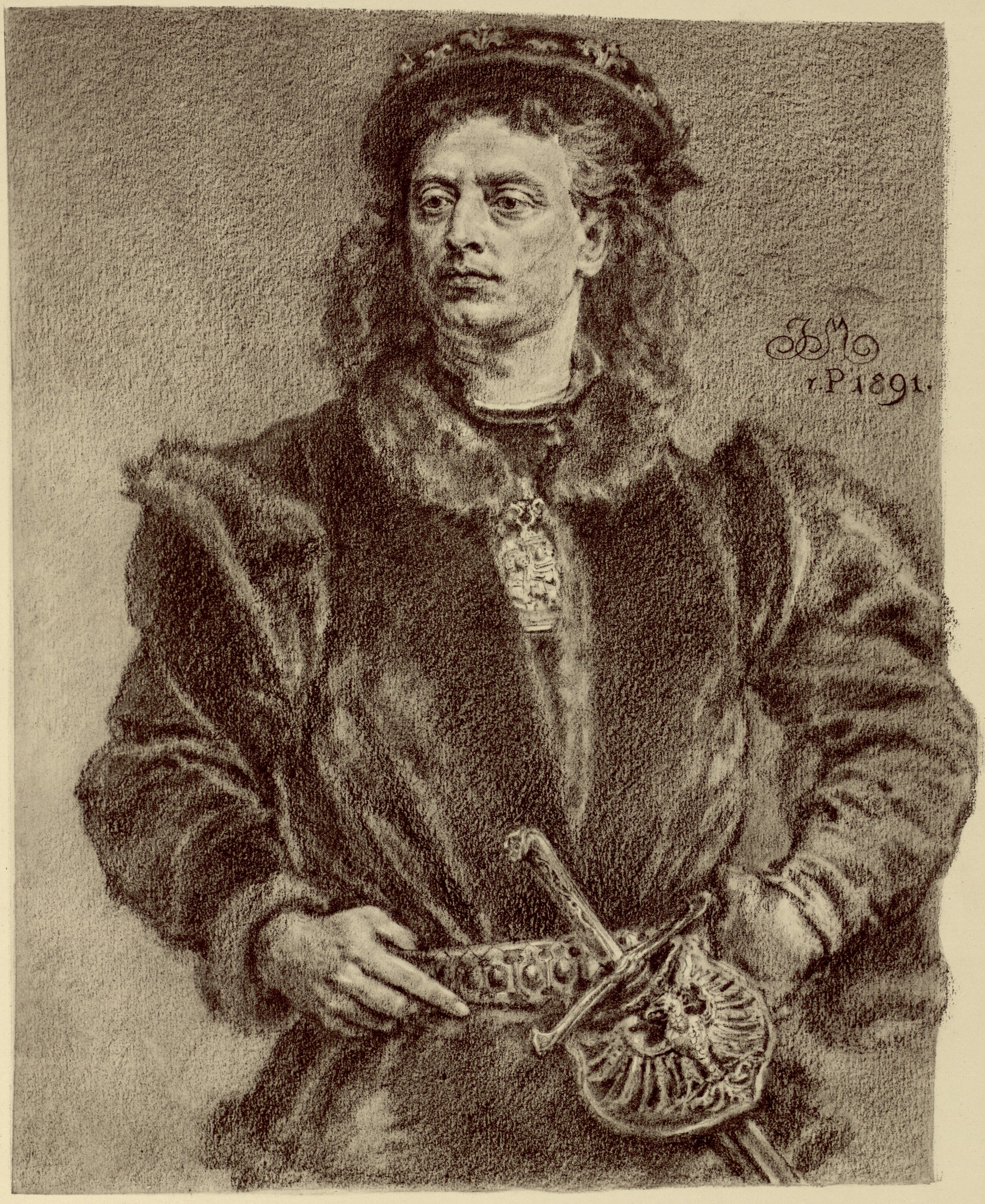
ヤン1世 (ヤン・マテイコ画)

15世紀半ばまでに、南東の紅ルーシやポリージャにオブロナ・ポトチュナが組織されたのは1479年であるが、それ以前から似たような軍事組織の創設がポーランドのセイムでは何度も議論されていた。 部隊創設と資金調査を指揮したのは、王国南辺の防衛に当たっていたヤン・オルブラフト（後のポーランド王ヤン1世）だった。15世紀末までにオブロナ・ポトチュナは恒久的な組織となった（なお構成員は季節ごとに交代したので常備軍ではない）。こうした形態の軍隊の必要性は、15世紀半ばには認識されていた。タタール人の紅ルーシやポジーリャへの侵入が頻繁に発生し、必要な時に軍を招集する伝統的なポスポリテ・ルシェニエでは対処できなくなっていたためである。オブロナ・ポトチュナの初代司令官ヤン・カルンコフスキは、後に「傭兵ヘトマン」にも任じられた。当初の規模は歩兵1200人、騎兵900人で、必要に応じて増減した。16世紀初頭の時点では2000人ほどであった。兵への給料はもっぱら王が支出し、貴族が負担することはほとんどなかった。

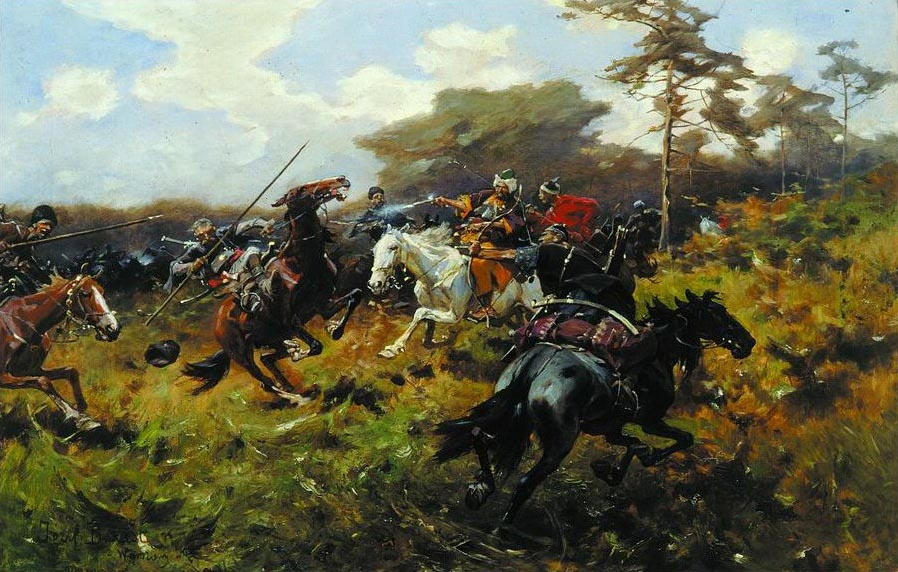
『タタール人との戦闘』（19世紀のヨゼフ・ブラント画）

兵士の多くはポジーリャやルテニアのシュラフタで、カミェニェツ・ポドルスキやトレンボフラ、バールに駐屯した。過酷な環境と戦場をくぐりぬけたオブロナ・ポトチュナは、当時のポーランド・リトアニア共和国最強の部隊となった。またオブロナ・ポトチュナは国境防衛のみならずポーランド軍の遠征にも帯同し、モルダヴィアとのオバーディンの戦いなどで活躍した。1563年、ステファン・バートリが軍制改革を行い、オブロナ・ポトチュナは常備軍ヴォイスコ・クヴァルツァネ（四半期軍）に取って代わられた。リヴォニア戦争で活躍したステファン・バートリ麾下の良将の多くは、オブロナ・ポトチュナの指揮官出身であった。